# Машкин, Фёдор Иванович
Фёдор Иванович Машкин (19 февраля 1930 — 6 марта 2002) — советский государственный деятель. Герой Социалистического Труда (1981). 1 секретарь Стерлитамакского райкома КПСС, депутат Верховного Совета Башкирской АССР шестого-двенадцатого созыва. Делегат XXV, XXVI, XXVII съездов КПСС.

## Ссылки

Бюст Машкина Ф. И. в парке им. Жукова (Стерлитамак)

## Биография
Машкин Фёдор Иванович родился 19 февраля 1930 года в д. Шестопаловка, Давлекановского района, БАССР. В 1952 году окончил Башкирский сельскохозяйственный институт.
Место работы: c 1953 по 1965 годы — старший зоотехник МСХ БАССР, зам. зав. отделом обкома ВЛКСМ, инструктор обкома КПСС, зам. зав. отделом обкома КПСС, начальник Стерлитамакского колхозно-совхозного управления; с 1965 по 1991 годы — 1 секретарь Стерлитамакского райкома КПСС.
Депутат Верховного Совета БАССР от Петровского избирательного округа Стерлитамакского района семи созывов.
Заслуги Машкина перед районом были отмечены званием Почетного гражданина района. Фёдор Иванович умер 6 марта 2002 года.

## Награды
Герой Социалистического Труда (1981), 2 ордена Ленина (1973, 1981), Орден Октябрьской Революции (1976), 2 ордена Трудового Красного Знамени (1966,1971), Почетная грамота Президиума ВС БАССР (1990).